# Guillaume Morlaye
Pour les articles homonymes, voir Morlaye.
Guillaume Morlaye (vers 1510 - vers 1558) est un luthiste, guitariste, compositeur et éditeur de musique français de la Renaissance. Il est l'élève d'Albert de Rippe et a vécu à Paris.

## Biographie
Il obtient de Henri II en 1552 une autorisation de publier pour dix ans, et publie entre 1553 et 1558 quatre recueils pour le luth en collaboration avec Michel Fezandat et six recueils pour luth à six chœurs d'œuvres réunies par Albert de Rippe. Il publie également trois livres de ses œuvres écrites en 1552-1553 pour guitare Renaissance à quatre chœurs, contenant des fantaisies et des danses, ainsi que des arrangements pour luth de Pierre Certon et Claudin de Sermisy.

## Sources
- (en) Cet article est partiellement ou en totalité issu de l’article de Wikipédia en anglais intitulé « Guillaume de Morlaye » (voir la liste des auteurs).